# 慕尼黑唐纳斯贝格桥站
唐纳斯贝格橋站（德語：Bahnhof München Donnersbergerbrücke）是一座慕尼黑快铁1-4，6-8号线位于马克斯近郊的一座车站，毗邻唐纳斯贝格桥。